# Vinhaus
Vinhaus (francès Vignaux) és un municipi francès, situat a la regió d'Occitània, departament de l'Alta Garona.